# Mk 14 Enhanced Battle Rifle
Súng trường chiến đấu nâng cao Mk 14 (Mk 14 Enhanced Battle Rifle, viết tắt EBR) là loại súng trường thiện xạ chọn chế độ bắn, sử dụng loại đạn 7,62x51mm NATO do Hoa Kỳ chế tạo. Nó là một biến thể của súng trường chiến đấu M14 và ban đầu được sử dụng cho các đơn vị của Bộ Tư lệnh Tác chiến đặc biệt Hoa Kỳ, như Nhóm Triển khai Chiến tranh Đặc biệt Hải quân Hoa Kỳ, Lực lượng Delta và các đơn vị ODA "Mũ nồi xanh".
Trong quá khứ, súng trường M14 đã từng là một trong những mẫu súng trường tiêu chuẩn tốt nhất của Quân đội Mỹ và ngày nay biến thể của nó là Mk14 EBR cũng chứng minh được điều tương tự khi trở thành mẫu súng thiện xạ tốt nhất của lính Mỹ.
Những vũ khí này được chế tạo cho cả thiện xạ và các vai trò cận chiến. Kể từ năm 2010, Lục quân Hoa Kỳ đã chỉ định hai khẩu súng trường M14 EBR-RI cho mỗi trung đội bộ binh cho các đơn vị triển khai tới Afghanistan. M14 EBR-RI có trọng lượng tiêu chuẩn là 560 mm (22,0-inch) nòng và khung đèn flash GI có vấu; không nên nhầm lẫn với Mk 14 Mod 0 hoặc Mod 1.

## Thiết kế
Về thiết kế, khác với khẩu M14 cổ điển được thiết kế với thân súng, báng và tay cầm bằng gỗ, khẩu súng trường Mk14 có thiết kế hoàn toàn từ kim loại, nhựa tổng hợp và hợp kim. Điều này khiến trọng lượng của súng tăng lên tới 5,1 kg so với 4,1 kg trên phiên bản M14 nhưng bù lại lại giúp khẩu súng bền bỉ hơn khi bị quăng quật.

## Thông số kĩ thuật
Mk14 sử dụng cỡ đạn 7,62x51mm NATO, khẩu súng này có khả năng bắn với tốc độ khoảng 725 viên một phút ở chế độ tự động. Tuy nhiên, khẩu Mk14 sẽ phát huy uy hiệu quả tốt nhất khi được sử dụng ở chế độ bắn phát một, cho phép xạ thủ tác xạ với tốc độ vừa phải và độ chính xác cực cao. Sơ tốc đầu nòng của Mk 14 lên tới 850 mét/giây, cho tầm bắn hiệu quả trong khoảng 500 mét và có khả năng tiêu diệt mục tiêu ở khoảng cách lên tới 800 mét nếu sử dụng kính ngắm quang học có độ phóng đại 8 lần. Thông thường, trong tác chiến, khẩu Mk 14 sẽ làm nhiệm vụ cảnh giới và bao quát khu vực cũng như cung cấp hỏa lực yểm trợ cho binh lính, khẩu Mk14 đặc biệt phù hợp với tác chiến đô thị.Sở dĩ khẩu súng này phù hợp với tác chiến đô thị là do tầm bắn của nó thích hợp với việc tác chiến trong môi trường có độ rộng không quá lớn, giữa các tòa nhà cao tầng, Mk14 cũng có độ nhỏ gọn nhất định khi nó có thể thu gọn, kéo dài được báng súng tùy theo từng người sử dụng và từng mục đích khác nhau.Thủy quân Lục chiến Mỹ đặc biệt thích Mk14 EBR vì khẩu súng này sử dụng cỡ đạn 7,62mm, cung cấp cho người lính hỏa lực cực tốt, có thể hạ gục mục tiêu chỉ với một phát bắn bất kể trúng vào vị trí nào trên người đối phương. Súng trường bắn tỉa Mk14 có thể được trang bị hộp tiếp đạn loại 10 viên hoặc 20 viên. Thông thường, do xạ thủ sử dụng Mk14 thường được đặt ở vị trí xa chiến tuyến có nhiệm vụ yểm trợ là chính nên băng đạn loại 10 viên được ưa dùng hơn vì độ gọn nhẹ và giúp giảm trọng lượng súng đáng kể.

## Sử dụng
Ngoài các biến thể tiêu chuẩn, Mk 14 còn có thể lắp thêm phụ kiện nếu cần, chẳng hạn như ống giảm thanh, kính ngắm quang học đa năng, chân đỡ và cả ống phóng lựu. Ngoài ra, khẩu Mk 14 còn được bán trên thị trường súng dân dụng với số lượng rất lớn, thường được sử dụng vào mục đích sưu tập và săn bắt.
- Úc: Sử dụng bởi Trung đoàn Không lực Đặc biệt trong các chiến dịch chống Taliban.[11][12]
- Iraq: Lực lượng đặc biệt Iraq [13]
- Hoa Kỳ: Sử dụng trong các cuộc chiến ở Iraq và Afghanistan.[14]

### Phi nhà nước
- Quân đội Syria Tự do[15]
- Nhà nước Hồi giáo[16]